# Sláva Vorlová
Sláva Vorlová, rozená Miroslava Johnová, pseudonym Mira Kord (15. března 1894 Náchod – 24. srpna 1973 Praha) byla česká hudební skladatelka, jenž patří mezi nejoriginálnější české hudební skladatele 20. století.

## Život
Pocházela z hudební rodiny, její otec Rudolf John byl kapelníkem v Náchodě, její matka Emilie Johnová byla zpěvačka a klavíristka.
Nejprve studovala zpěv u Rosy Papierové na Hudební akademii ve Vídni, v roce 1915 přesídlila do Prahy kde soukromě studovala hru na klavír u Václava Štěpána a kompozici u Vítězslava Nováka. Vykonala státní zkoušky ze zpěvu a klavíru a stala se v Náchodě učitelkou hudby. V roce 1919 se provdala za podnikatele Rudolfa Vorla (1891-1945) a posléze 15 let pracovala v jeho firmě „Vorel, továrna na dámské klobouky, Praha“.
V roce 1933 se vrátila ke komponování a složila smyčcový kvartet Beskydy. Další rok pokračovala ve studiu skladby na mistrovských kurzech u Jaroslava Řídkého na Pražské konzervatoři a soukromě studovala hru na klavír u Františka Maxiána. Od roku 1930 manželé bydleli ve vilové čtvrti na Barrandově ve Skalní 8. Zde se scházeli hudebníci například z Ondříčkova kvarteta, Jaroslav Řídký, Alois Hába, František Maxián, Jan Panenka, Josef Páleníček nebo Miloš Sádlo. Další přátelé (Antonín Seeman, Karel Sušický, Jiří a Eugen Podubecký) tvořili dohromady „Barrandovské kvarteto“.
Dne 8. května 1945 se stala svědkem popravy svého manžela nacistickým komandem SS, což byl pro ni osobně velmi traumatizující zážitek.
V roce 1948 začala spolupracovat s básníkem a libretistou V. H. Roklanem (což byl pseudonym Vladimíra Hlocha), který se stal jejím dalším životním partnerem.
Zemřela na rakovinu v Praze v roce 1973.
V roce 1959 byla oceněna vyznamenáním Za vynikající práci. V roce 1971 byl v Náchodě založen Komorní orchestr Slávy Vorlové.

## Dílo, výběr

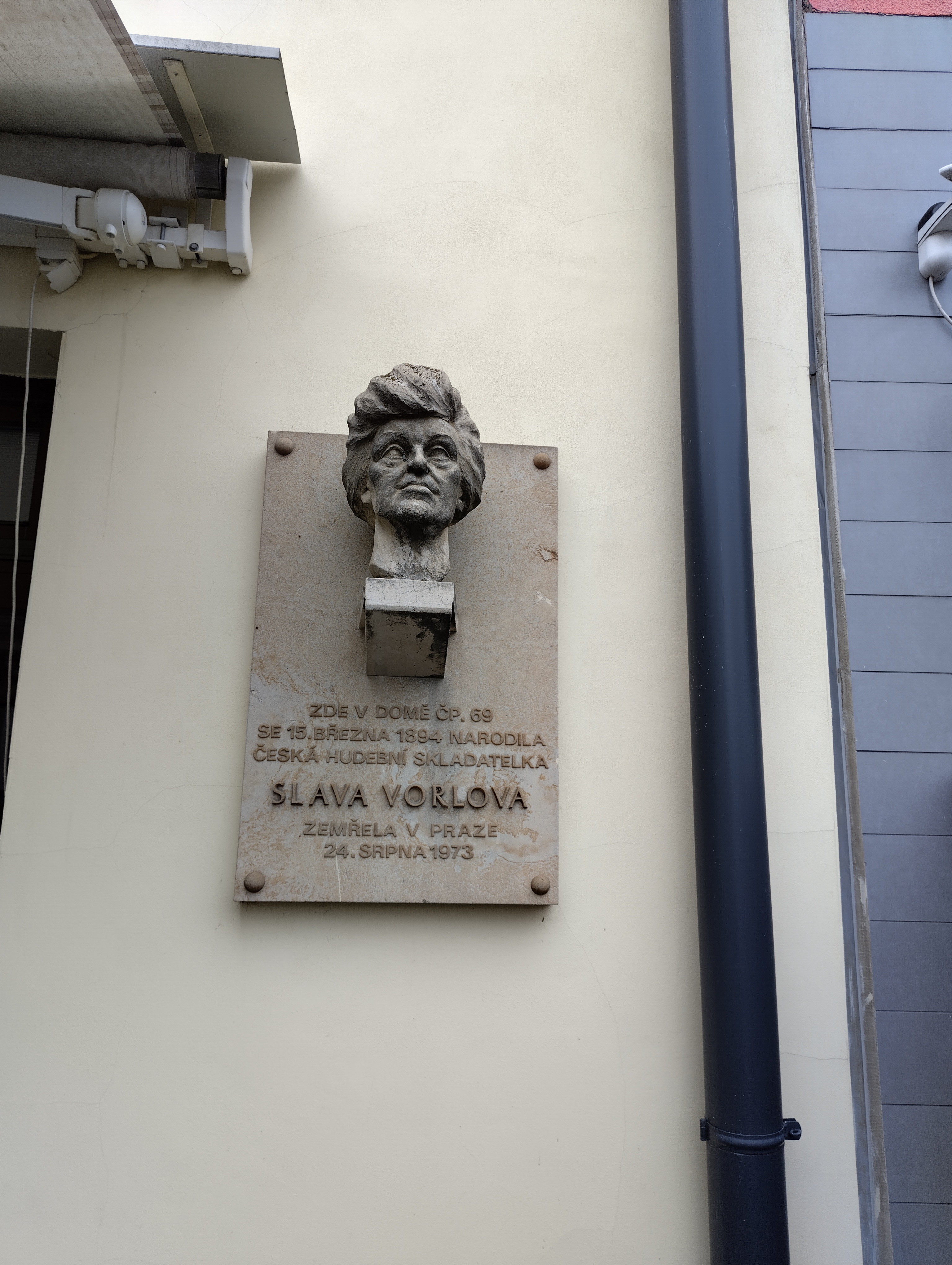
Pamětní deska Vorlové na Masarykově náměstí v Náchodě

Její dílo zahrnuje hudbu vokální, orchestrální, komorní, operní a písňovou (včetně písní jazzových).

### Opery
Libreta vesměs V. H. Roklan.
- Zlaté ptáče op. 27 (1950)
- Rozmarýnka op. 30 (podle Vítězslava Hálka, 1953)
- Náchodská kasace op. 37 (podle Aloise Jiráska, 1955)
- Dva světy op. 45 (1958)
- Hajníkova žena op. 38 (podle Pavla Országha Hviezdoslava, 1956)

### Kantáty
- Maličká země op. 7 (1942)
- Zpěvy Gondwany op. 19 (1949)
- My, lidé 20. století (1959)

### Orchestrální skladby
- Fantazie pro violoncello a orchestr, op. 6 (1940)
- Symfonie pro velký orchestr, op. 18 (1948); věnováno Janu Masarykovi
- Tango cantabile op. 23 (se zpěvem)
- Božena Němcová op. 24, (orchestrální suita, 1952)
- Symfonická předehra FOK op. 25 (1951)
- Pastorální koncert pro hoboj s orchestrem op. 28 (1952)
- Tři české tance op. 29 (1953)
- Koncert a-moll pro trubku op. 31 (1953)
- Doudlebské tance op. 36 (1954)
- Memento. Experiment symphonic. op. 43 (1957
- Slovácký koncert (Slovak Concerto) pro violu a orchestr, op. 35 (1954)
- Koncert d-moll pro klarinet op. 41 (1956)
- Koncert pro flétnu a orchestr op. 48 (1959)
- Durynské tance op. 44 (1957)
- Koncert pro basový klarinet a smyčcový orchestr, op. 50 (1961)
- Kybernetické studie op. 56 (1961)
- Dvojkoncert pro hoboj a harfu s orchestrem op. 59 (1963)
- Bhukhar (Horečkoví ptáci) pro symfonický orchestr (1965)

### Komorní hudba
- Beskydy, smyčcový kvartet (1933)
- Thema con variazioni op. 3 (1938)
- Smyčcový kvartet č. 2 op. 5 (1939)
- 5 bagatel pro violoncello a klavír op. 15 (1947)
- Melodické variace op. 22 (smyčcový kvartet, 1950)
- Nonet F-dur op. 20 (1940)
- Fantasie na lidovou píseň z XV. století pro sólové housle op. 33 (1953)
- Pantumy pro harfu solo op. 47 (1959)
- Sonáta lyrica a tre pro housle, violu a kytaru, Op. 62 (1964)

### Písně a sbory
- Tři písně op. 2 (1935)
- Tři písně op. 4 (1939)
- Stesk op. 13 (1946)
- Tři písně op. 14 (1947)
- O lásce op. 17 (1947)
- Srdce cikánovo op. 52 (1961)
- Cikánovy písně op. 53 (1961)
- Abeceda op. 91 (pro dva hlasy a klavír )

### Sbory
- Bílá oblaka (White Clouds), cyklus písní pro ženský pěvecký sbor a orchestr op. 8 (1942–43)
- The dear little moon op. 39 (podle Karla Hynka Máchy, 1956)
- The gift of song op. 40 (1956)
- Imanence op. 88 – vydáno na gramofonové desce firmou Supraphon